# Hymenophyllum ulei
Hymenophyllum ulei là một loài thực vật có mạch trong họ Hymenophyllaceae. Loài này được H. Christ & Giesenh. miêu tả khoa học đầu tiên năm 1899.